# Тойма (Німеччина)
Тойма (нім. Theuma) — громада в Німеччині, розташована в землі Саксонія. Входить до складу району Фогтланд.
Площа — 9,82 км2. Населення становить 1036 ос. (станом на 31 грудня 2020).